# Порт Мансфилд (Тексас)
Порт Мансфилд (енгл. Port Mansfield) насељено је место без административног статуса у америчкој савезној држави Тексас.

## Демографија
По попису из 2010. године број становника је 226, што је 189 (-45,5%) становника мање него 2000. године.
| Група             | 2000.       | 2010.       |
| Белци             | 347 (83,6%) | 170 (75,2%) |
| Афроамериканци    | 0 (0,0%)    | 0 (0,0%)    |
| Азијати           | 0 (0,0%)    | 1 (0,4%)    |
| Хиспаноамериканци | 59 (14,2%)  | 51 (22,6%)  |
| Укупно            | 415         | 226         |